# Shimamura Masashi
Masashi Shimamura (sinh ngày 3 tháng 6 năm 1971) là một cầu thủ bóng đá người Nhật Bản.

## Sự nghiệp câu lạc bộ
Masashi Shimamura đã từng chơi cho Nagoya Grampus Eight.

## Thống kê câu lạc bộ

### J.League
| Đội                  | Năm       | J.League | J.League | J.League Cup | J.League Cup | Tổng cộng | Tổng cộng |
| Đội                  | Năm       | Trận     | Bàn      | Trận         | Bàn          | Trận      | Bàn       |
| -------------------- | --------- | -------- | -------- | ------------ | ------------ | --------- | --------- |
| Nagoya Grampus Eight | 1992      | -        | -        | 8            | 3            | 8         | 3         |
| Nagoya Grampus Eight | 1993      | 14       | 1        | 0            | 0            | 14        | 1         |
| Nagoya Grampus Eight | 1994      | 0        | 0        | 0            | 0            | 0         | 0         |
| Nagoya Grampus Eight | 1995      | 0        | 0        | -            | -            | 0         | 0         |
| Tổng cộng            | Tổng cộng | 14       | 1        | 8            | 3            | 22        | 4         |